# Tao Tsuchiya
Tao Tsuchiya (土屋 太鳳, Tsuchiya Tao, Tóquio, 3 de fevereiro de 1995) é uma atriz e modelo japonesa, ficou conhecida internacionalmente por interpretar Uzuha Usagi em Alice in Borderland 

## Carreira
Ela foi escalada para o papel de protagonista da asadora Mare, exibida pela NHK, que começou em 30 de março de 2015 após uma audição de 2 020 mulheres.

## Filmografia

### Filme
- Tokyo Sonata (2008) – Mika Kurosu
- Tsurikichi Sanpei (2009) – Yuri Takayama[4]
- Ultraman Zero: The Revenge of Belial (2010) – Princesa Emerana Luludo Esmeralda[5]
- Nichirin no Isan (2011) – Sū-chan[6]
- Hatenu Mura no Mina (2012) – Kanna Matsushita[7]
- Arcana (2013) – Maki / Satsuki[8]
- Suzuki Sensei: The Movie (2013) – Somi Ogawa[9]
- Sekiseki Renren (2013) – Juri[10]
- Rurouni Kenshin: Kyoto Inferno (2014) – Misao Makimachi[11]
- Rurouni Kenshin: A Lenda Termina (2014) – Misao Makimachi[12]
- Jinrō Game: Beast Side (2014) – Yuka Kabayama[13]
- Orange (2015) – Naho Takamiya[14]
- Library Wars: The Last Mission (2015) – Marie Nakazawa[15]
- Aozora Yell (2016) – Tsubasa Ono
- Gold Medal Man (2016)
- P and JK (2017) – Kako Motoya

### Televisão
- Ryōmaden Episódio 1 (NHK, 2010) – Otome Sakamoto (jovem)[16]
- Ohisama (NHK, 2011) – Hana-Kimura[17]
- Ouran High School Host Club (TBS, 2011) – Renge Houshakuji[18]
- Suzuki Sensei (TV Tokyo, 2011) – Somi Ogawa[19]
- Ultraman Retsuden (TV Tokyo, 2012) – Princesa Emerana Luludo Esmeralda
- Chūshingura: Sono Gi Sono Ai (TV Tokyo, 2012)[20]
- Kuro no Onna Kyōshi (TBS, 2012) – Shiori Matsumoto[21]
- Limit (TV Tokyo, 2013) – Chieko Kamiya[22]
- Mayonaka no Panya-san (NHK BS Premium, 2013) – Nozomi Shinozaki[23]
- Konya Kokoro wa Dake Daite (NHK BS Premium, 2014) – Miu Masaoka[24]
- Hanako to Anne (NHK, 2014) – Momo Ando[25]
- Mare (NHK, 2015) – Mare Tsumura[26]
- Shitamachi Rocket (TBS, 2015) – Rina Tsukuda[27]
- Library Wars: Book of Memories (2015) – Marie Nakazawa[28]
- Kakkou no Tamago wa Dare no Mono (WOWOW, de 2016)[29]
- Boku Dake ga Inai Machi (anime) (Fuji TV, 2016) – Satoru Fujinuma (10 anos)
- Omukae desu (NTV, de 2016) – Sachi Aguma[30]

### Videoclipe
- Sia – Alive (2016)

### Revistas
- Hanachu, Shufunotomo 2003-, como uma modelo exclusiva, de maio de 2008 a junho de 2010[31]

### Fotolivros
- Tsubomi 1 (13 de outubro de 2011, Magazine House) ISBN 9784838723492[32]
- Document (3 de fevereiro de 2015, Tokyo News Service) ISBN 9784863364561[33]
- Marezora (16 de setembro de 2015, NHK Publishing) ISBN 9784140553473[34]

## Prêmios
| Ano  | Prêmio                  | Categoria        | Resultado |
| ---- | ----------------------- | ---------------- | --------- |
| 2016 | 39ª Japan Academy Prize | Estreante do Ano | Venceu    |
| 2016 | 60º Elan d'or Awards    | Estreante do Ano | Venceu    |